# Philonicus albiceps
Espèce
Philonicus albiceps est une espèce d'insectes diptères prédateurs de la famille des asilidés (ou mouches à toison).

## Description
C'est une espèce caractéristique du littoral.

## Galerie

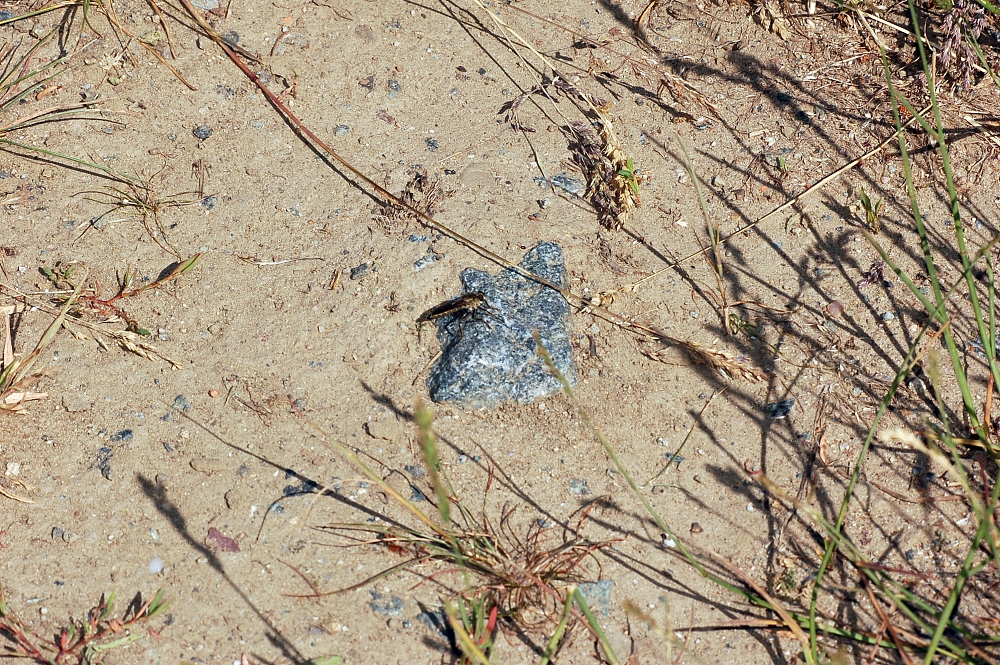
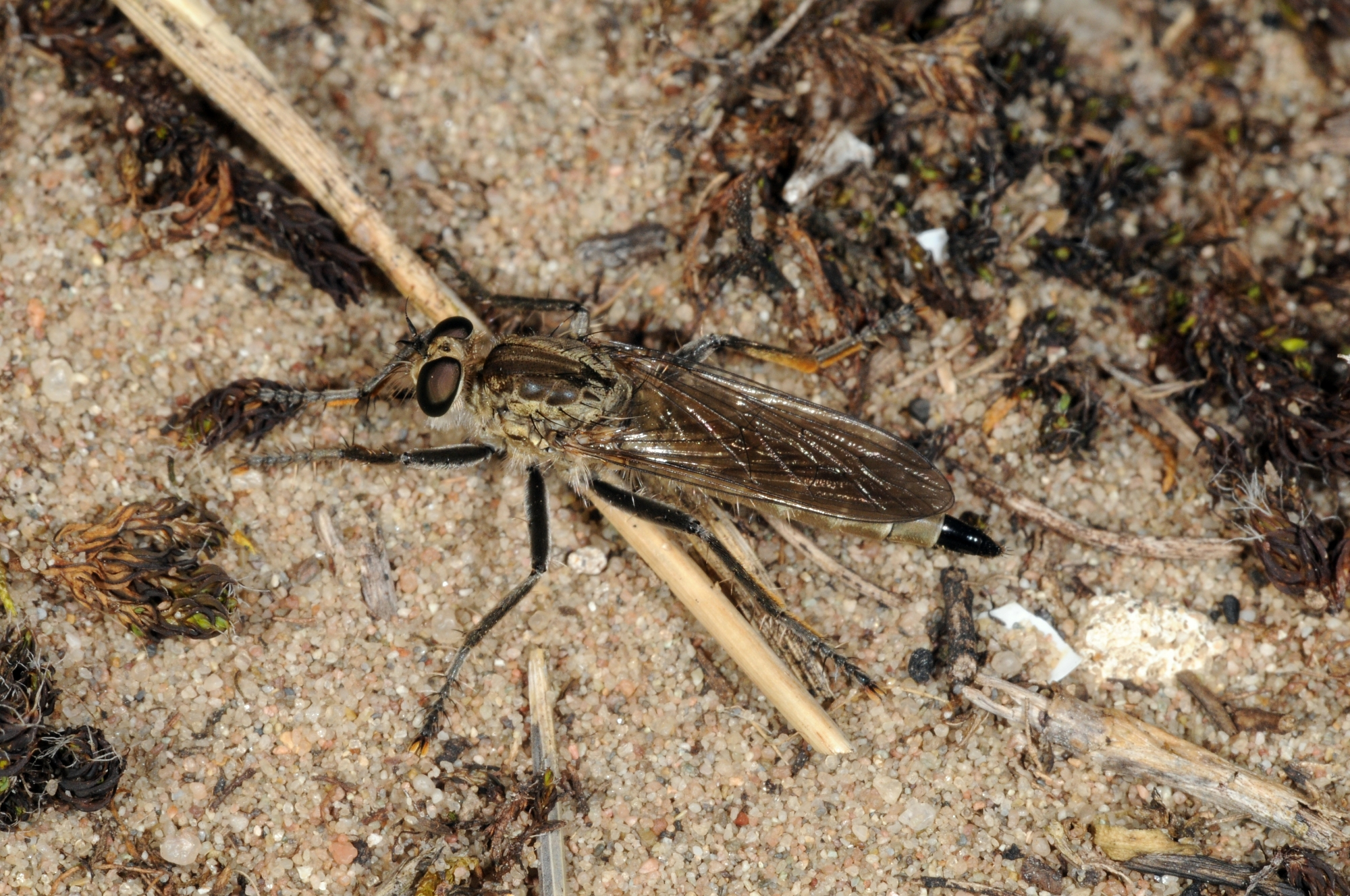

- Philonicus albiceps pré-digérant sa proie sur une laisse de mer